# Independer
Independer.nl N.V. (handelend onder de naam Independer) is een Nederlandse vergelijkingssite van DPG Media voor financiële producten, gezondheidsinstellingen en energie. Het bedrijf werd in 1999 opgericht en is gevestigd in Hilversum.

## Geschiedenis
Independer werd opgericht in 1999. Nadat in 2007 NPM Capital en Paerel grootaandeelhouder werd nam vijf jaar later Achmea 77% van de aandelen over. Het resterende deel bleef in handen van het management. Vanaf 2016 werd Independer volledig eigendom van Achmea. Op 25 oktober 2018 werd Independer voor 150 miljoen euro overgenomen door de Persgroep, dat later opging in DPG Media.
Sinds 2020 is Independer ook actief in België. Op de tweetalige website van Independer.be worden autoverzekeringen, energieproducten, huurdersverzekeringen, zichtrekeningen, telecom abonnementen en kredietkaarten aangeboden. 

## Producten
Independer vergelijkt verschillende soorten vaste lasten. Zoals vaste, variabele en dynamische energiecontracten, bankproducten zoals spaarrekeningen en leningen, hypotheken en allerlei soorten verzekeringen. Waaronder autoverzekeringen, zorgverzekeringen, inboedelverzekeringen, opstalverzekeringen, rechtsbijstandverzekeringen en reisverzekeringen. 
Daarnaast is het ook mogelijk instellingen en beroepsbeoefenaars in de gezondheidszorg zoals ziekenhuizen, tandartsen, fysiotherapeuten en huisartsen te vergelijken.

## Onafhankelijkheid
Toen Independer onderdeel van Achmea was, was er veel discussie over de onafhankelijkheid van de site. Volgens het bedrijf bleef de onafhankelijkheid van de vergelijkingen gegarandeerd. Om de objectiviteit te garanderen werd er een Raad van Toezicht aangesteld onder voorzitterschap van Arthur Docters van Leeuwen. Deze raad zag erop toe dat Independer het belang van de consument voorop bleef stellen, onder meer op het gebied van objectiviteit en privacy. De rol en taken van de Raad van Toezicht werden formeel vastgelegd in een statuut. Met de overname door de Persgroep hoopt Independer van deze discussie af te zijn.

### Keurmerk
Independer heeft het 'Keurmerk Objectief Vergelijken'. Dit keurmerk is opgesteld voor het vergelijken van zorgverzekeringen. Hiervoor moet worden voldaan aan regels voor betrouwbare vergelijkingsresultaten, transparante dienstverlening en klantgerichte advisering. De regels komen tegemoet aan eerdere aanbevelingen van de AFM.

## Verdienmodel
Independer ontvangt een eenmalige of doorlopende vergoeding als een consument via de website een product afsluit. Bij overlijdensrisicoverzekeringen en hypotheken wordt een vergoeding van de klant gevraagd en ontvangt Independer niets van de verzekeraar of hypotheekverstrekker.